# Ardillières
Ardillières ist eine französische Gemeinde mit 877 Einwohnern (Stand: 1. Januar 2022) im Département Charente-Maritime in der Region Nouvelle-Aquitaine. Sie gehört zum Arrondissement Rochefort, zum Kanton Surgères und ist Mitglied im Gemeindeverband Aunis Sud. Die Einwohner werden Ardilliérois genannt.

Dolmen im Wappen

## Geografie
Ardillières liegt etwa 20 Kilometer südöstlich von La Rochelle in der historischen Landschaft Aunis. Umgeben wird Ardillières von den Nachbargemeinden Landrais im Norden und Osten, Muron im Osten und Süden sowie Ciré-d’Aunis im Westen.

## Bevölkerungsentwicklung
| Jahr                       | 1962 | 1968 | 1975 | 1982 | 1990 | 1999 | 2008 | 2019 |
| Einwohner                  | 471  | 430  | 403  | 456  | 508  | 555  | 735  | 855  |
| Quellen: Cassini und INSEE |      |      |      |      |      |      |      |      |

## Sehenswürdigkeiten

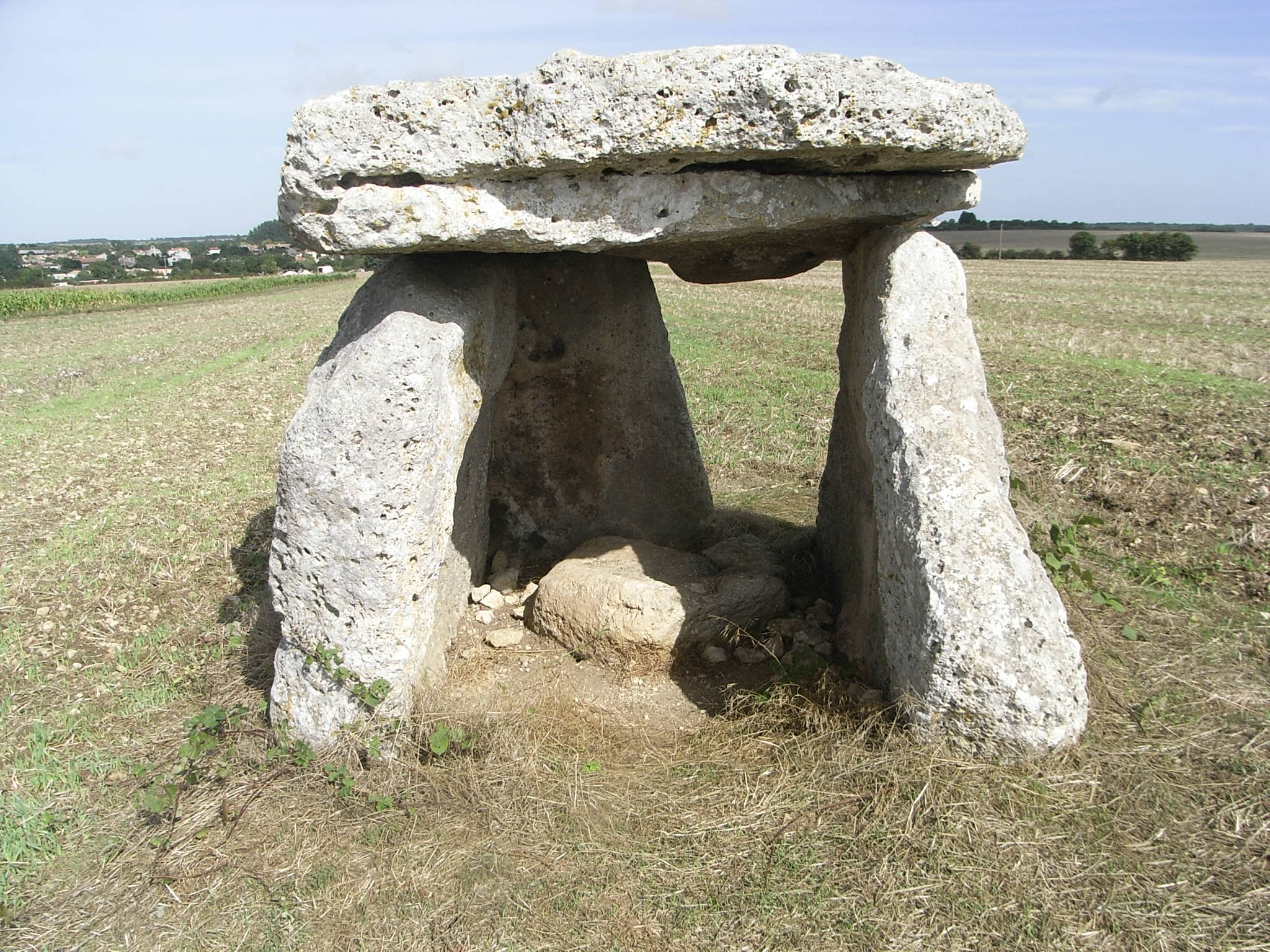
Dolmen La Pierre Levée
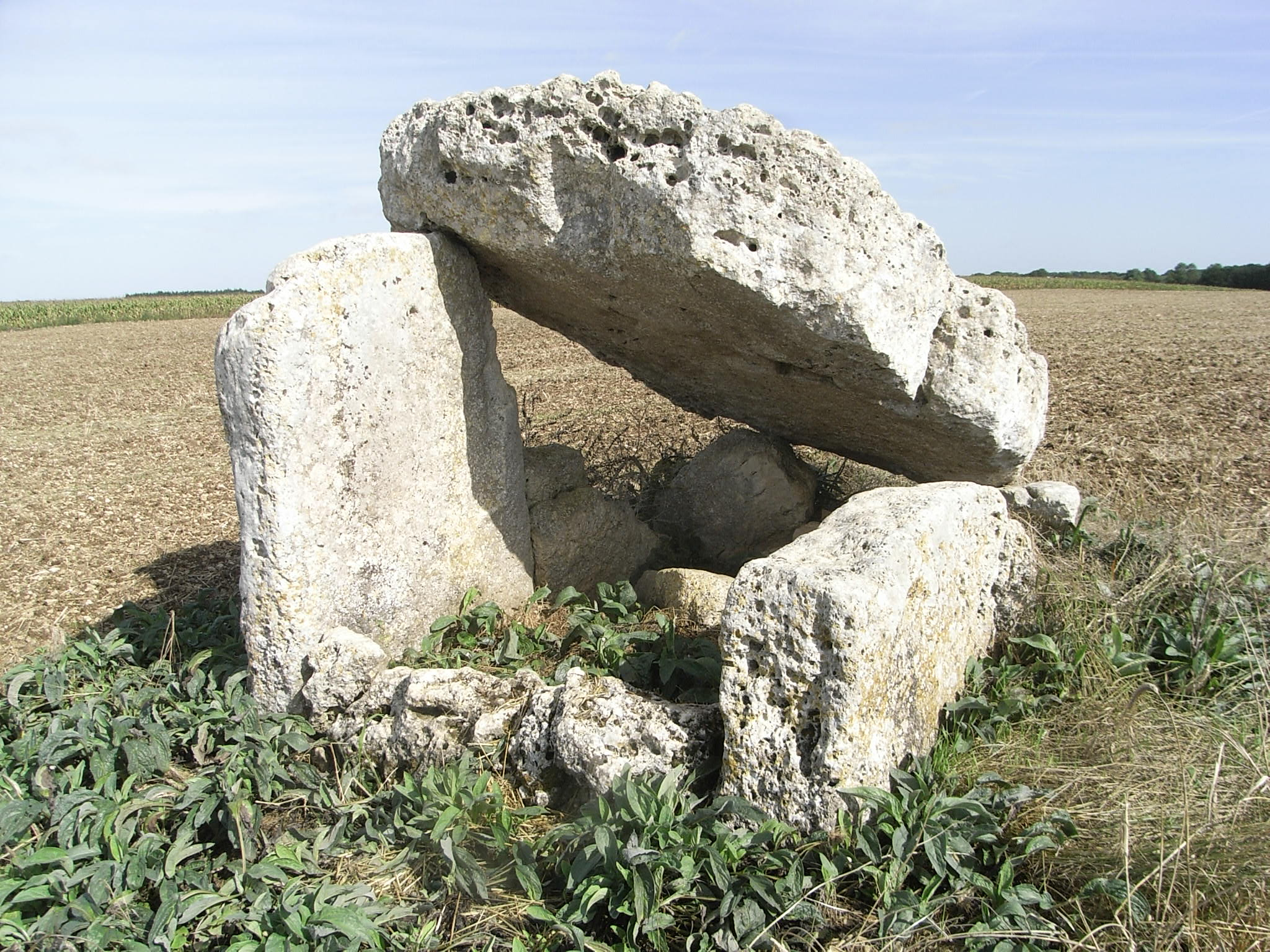
Dolmen de la Pierre Fouquerée
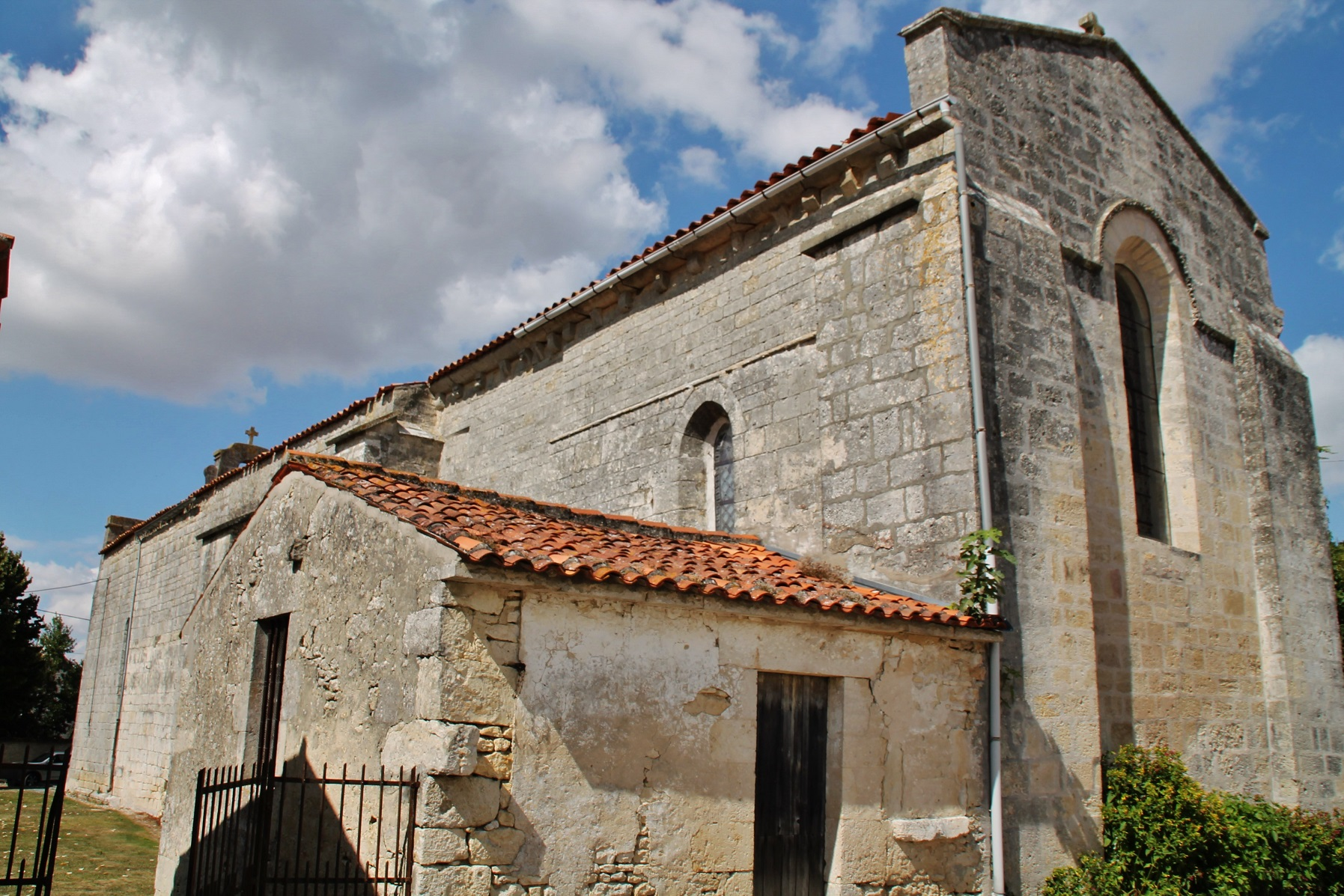
Kirche St-Pierre aus dem 12. Jahrhundert, Umbauten aus dem 16. Jahrhundert
- Mühle aus dem 16. Jahrhundert

- Dolmen La Pierre Levée
- Dolmen de la Pierre Fouquerée
- Kirche St-Pierre